# 宇宙海賊ミトの大冒険
『宇宙海賊ミトの大冒険』（うちゅうかいぞくミトのだいぼうけん）は、1999年1月4日から同年3月29日までテレビ東京で放送されていたテレビアニメである。全13話。
本項目では、1999年7月12日から同年10月4日まで同局で放送されていた続編『宇宙海賊ミトの大冒険 2人の女王様』（うちゅうかいぞくミトのだいぼうけん ふたりのじょおうさま）も併せて解説する。
英語表記では「宇宙海賊」は「ステラバスター」と読む。

## 概要
外見は10歳ぐらいの少女にしか見えない宇宙海賊のキャプテン・ミト（光国美都）と、彼女の一人息子である光国葵、そして銀河系掌握を企む銀河パトロール局長・爛磐（らんばん）、銀河パトロール局員の年賀睦月・正月（まさつき）姉弟を中心に繰り広げられるSFドタバタコメディである。「印籠」を巡ってのミトと爛盤の抗争を通して、親子愛、夫婦愛、男女愛、姉弟愛など様々な愛を描いている。作中に登場する「ミト」「葵」「インロウ」などの名称からもわかるように、『水戸黄門』が下敷きになっている。キャストには当時の若手声優を比較的多く起用している。
続編の『2人の女王様』では、銀河星王家1260代女王となった光国葵と、突如蘇った銀河星王家初代女王・陽怒の対決が描かれる。

## 作品解説
1999年のアニメではあるが、作風としてあえて旧時代アニメのように描くという表現演出がなされている。当時のアニメ雑誌でも「どことなく昭和のアニメを彷彿とさせる部分が多い」などと評されていた。アップテンポなオープニングテーマや演出、石神零番地（近藤高光の別名義）のキャラクターデザイン、どこか憎めない悪役などの部分において、それらの特徴がみられ、後に発売されたノベライズ版のあらすじ紹介でも「深夜、全国のアニメファンのおにいさんをわくわくさせたTVまんが」と記載されている。その一方で技術的には、宇宙艦隊などには立体的なCGが用いられていた。
放送局については後述するが、デフォルトでは深夜アニメとして放映された。だが遅れネットで放送された地域では、夕方に放送する局もあった。これによって、地方では若年層視聴者を獲得したという側面もある。
また、タイトルに「宇宙海賊」や「大冒険」という言葉が含まれているものの、物語の中心舞台である天野原町での描画が大半を占めており、イベントで配布された「海賊ビデオ」と称した販促ビデオ内でも「ご町内」というフレーズが用いられている（このビデオはDVD-BOXに特典映像として収録された）。
第1期13話のサブタイトルの頭文字を並べると「あ母サ大なは招破爛禍怖我略」、「あかさたなはまやらわおわり」となる。

### ミトの三原則
小説『宇宙海賊ミトの大冒険 逆転宇宙の大怪人!』のあとがきにて、筆者である志茂文彦（アニメシリーズでのシリーズ構成担当）が述べるところによると、本シリーズには下記のような三原則があるという。
- 第一条 宇宙規模の大騒動が起きる。
- 第二条 でも、お話の舞台は原則として天野原町の中だけ。
- 第三条 物語の中核には、母と子の関係がある。

同書では、この三原則が製作スタッフ内での共通認識であるとされており、実質的な本シリーズの主題を示していると言える。

### 舞台
本作の主な舞台となっている天野原町は、旧栃木県塩谷郡喜連川町（現さくら市）と神奈川県小田原市をモデルにしている。特に旧喜連川町では、町の公式サイトに本作に登場したシーンのモデルとなったスポットを紹介しているサイトにリンクをしていた。これはさくら市となった今でも続いている。

### ポケモンショックの影響
本作は1997年12月16日に起きたポケモンショックの影響で、テレビ東京が打ち出した過剰な演出規制の煽りを大きく受けており、本放送期間中、違和感を覚えるほどコマ数が減らされたり、明度を下げられ非常に見づらくなるなどの修正処置を受けていた。なお、DVD収録時にはこの規制はすべて解除されており、視聴に問題はない。

## あらすじ

### 宇宙海賊ミトの大冒険
天野原町に住む中学生の少年・光国葵は、母・美都と1年ぶりに父親の墓参りに行く。ところが、その最中に銀河パトロール局員の年賀睦月・正月の姉弟が乱入して美都に襲い掛かる。なんとか年賀姉弟を退けるが、美都の身体の中から小学生くらいの少女が現れる。実は彼女は、宇宙を股にかける海賊のキャプテン・ミトだったのだ。

### 宇宙海賊ミトの大冒険 2人の女王様
前作で、天野原町の危機を救ったミトと葵。しかし、葵の身体が女になってしまい、彼が銀河星王家の王位継承者だったことも判明したことから、銀河星王家の女王と女子高生を掛け持つ日々を送りつつも、平穏な日々が過ぎていた天野原町。そんなある日、葵の地位を狙って、銀河星王家初代女王・陽怒が現れ、宇宙規模のバトルが巻き起こる。

## 登場人物
ミト / 光国 美都（みつくに みと）
声 - 川上とも子
本作の主人公。葵の母親。外見は子供だが年齢は12010歳（第2期では12011歳）で、れっきとした大人である。逆ナイロールの眼鏡が特徴。宇宙海賊のキャプテンとしてミトクルーを率い、銀河パトロールから指名手配をされている。目的別のメイルスーツ（成人女性の姿をした機械人形）を着て外出・戦闘する。熱血で子煩悩な性格で、葵がらみになると、邪魔する者は容赦なく叩き潰す。表向きはアメリカでモデルをしている事になっている。正体を明かした後は天野原学園小等部（当初は5年生、第2期では6年生）に通うがてら、2期では世界中の博士を相手に宇宙工科学などを教えている。昔は破壊と殺戮の限りを尽くしていたが、後に夫となる蔭朗に命の尊さを教えてもらってからは改心し、性格も丸くなっている。
光国 葵（みつくに あおい）
声 - 保志総一朗、笹本優子（幼少期）
もう一人の主人公。ミトと蔭朗の息子で、宇宙人のハーフ。天野原学園中等部3年生。純粋で優しい性格。父親の形見のブレスレットには何か秘密がある模様。第1期最終回で、身体が女体化した上に銀河星王家王位継承者であることが判明し、銀河星王家1260代女王となる。第2期では高等部に進学し、銀河星王家女王と高校生を掛け持つことになる。
年賀 睦月（ねんが むつき）
声 - 柊美冬（現・石村知子）
正月の姉。銀河パトロールの銀河系第三象限担当。外見は、葵と同い年位の少女だが、窒素呼吸型宇宙人。生真面目で、しっかりとした性格。潜伏捜査として天野原学園中等部に転校して、葵のクラスメイトになるが、次第に彼と親しくなり後に恋仲になる。地球上では頭に茸が生えることが悩み。他に、水も苦手。第2期では、葵と共に高等部に進学。女王付警護女官にして、葵の婚約者となる。
年賀 正月（ねんが まさつき）
声 - 小林由美子
睦月の弟。窒素呼吸型宇宙人。銀河パトロールの銀河系第三象限担当。正義感が強い熱血漢だが、少々シスコン気味で暴走して無茶をしがち。猫が大の苦手。「改造くん」というアイテムを使い身近なものを戦闘用ロボットに変形させ、操縦して戦うが、いつも失敗ばかり。第2期では姉同様、女王付警護女官となる。アイテムも「改造ちゃん」に変更されている。第1期のアイキャッチを担当。
スケサブロウ
声 - くまいもとこ
通称サブ。ミトの側近で女性型サイボーグ戦士。銀河パトロールから指名手配をされている。腕に内蔵されたミサイルや足に内蔵されたジェットロケットなど、多彩な装備を持つ。第2期では陽怒が集めさせたエレメンタルハーモナイズ粒子の霧によって不調を起こし、シンの開発したアンチエレメンタルハーモナイズ粒子コーティング、通称「霧避けストッキング」を全身に装着した。しかし霧避けストッキングと呼ばれる事が不快な彼女の前でそれを連呼したため、彼女をいじけさせた。姉御肌でお節介な性格。ミトを何かと心配している。
カクノシン
声 - 浅川悠
通称シン。ミトの側近で人工生命体ナノテクノロイド。変化自在に姿を変えられる。普段は人型だが場面によっては猫等に変身する事も可能。その際には口調も猫の物に変化する。銀河パトロールから指名手配をされている。クールで無表情だが、重度のサイエンスオタクであり、想定外の事象等を目の当たりにすると興奮して人型の状態でも語尾にニャがついたりする。料理好きで、お嫁さんになることが夢。人工生命体であるために感情が無かったが、ミトとの出会いで感情を与えてもらった過去を持つ。
双房（そうぼう）
声 - 玉川紗己子
ミトの母親で、葵の祖母。身体はすでに朽ち果てており、現在は魂をアダムスキー型UFOに移している。第2期で、銀河星王家1259代女王である事と、UFOが三種の神器の一つ「鏡」であった事が判明。「伝家の砲塔」を受け止めるために全ての力を解放し、陽怒に回収されてしまったが、「伝家の砲塔」を完全に受け損なったために消滅は免れていた。「鏡」としての力を発揮する際には生前の姿で現れた。
光国 蔭朗（みつくに かげろう）
声 - 井上和彦
葵の父親で、ミトの夫。花が好きで、優しい性格。ミトの正体を知っても、偏見を持たず心から彼女を愛し結婚した。出演シーンは全て黒い影で顔が隠されている。身体が弱く、物語開始時から10年前に他界。1万2千歳まで傲慢で殺戮の限りを尽くしたミトに命の尊さを教え改心させた人物で、今でも宇宙中の海賊たちから尊敬されている。ちなみに新婚旅行と、葵が物心つくまでの家族旅行は宇宙旅行で、地球人類初の外宇宙旅行者でもある。
格芸院 華風子（かくげいいん かふこ）
声 - 南央美
葵のクラスメイト。庄屋の娘。高飛車でツンデレだが、葵の身体が女性となった際に態度が一変、「葵様」と呼び彼女を慕っている。コスプレ好きであり、第2期のアイキャッチはコスプレ姿の彼女が担当している。庄屋の娘として住民からの信頼も厚く、有事の際には率先して指揮を取りたがる目立ちたがり屋な一面もある。化粧をしていたため、陽怒の洗脳術から逃れた数少ない存在。いつも2人の手下を連れ、時にはコスプレの演出のためにこき使う事も。
大久保 都（おおくぼ みやこ）
声 - 豊嶋真千子
天野原学園中等部で葵達の担任教師。競馬が趣味で、職員室でラジオを片手に馬券を握り締めている。生徒思いだが行動が若干ズレている。実は「忍法天野原流宗家」の当主であり、宇宙人を除けば随一の戦闘力を持つ。
爛磐（らんばん）
声 - 堀秀行
銀河パトロール局長。全身黒ずくめで、顔は黒いヘルメットで隠している。銀河星王家の持つ力『伝家の砲塔』を得るべくミト達をつけ狙う。第2期では葵を鍛える際にコーチとしてこの姿を取った。
ランバン
声 - 笠原留美
爛磐の変装を解いた姿。同一人物であるが、アニメではキャラ名を明確に分けてクレジットしている。外見は、ミトと同年代くらいの子供。雌雄未分化異能中性体の宇宙人。ミトと同じく銀河星王家の血縁者であったが、性未分化であったためにしきたりによって地位を剥奪、追放処分となった。そのため、銀河星王家に対して憎しみを抱いており、ミトに執着している。第2期では局長を辞任し、農場を経営している。外見こそ女性だが性未分化のため、作中ではミトを意中の相手として意識している描写がある。
陽怒（ひかり）
声 - 小西寛子
第2期『2人の女王様』より登場。初代銀河星王家初代女王。自身が目覚めた時、何もない空間から三種の神器を創り出し、更にそれ等を用いて宇宙の全てを生み出した創生神とも呼べる存在。しかし創り上げた物を見守ることに飽き、破壊の限りを尽くした後に自らの半身・アキツに出会い、彼の妻となった。その後も圧政を行い、民を庇ったアキツを誤って殺してしまう。しかしそれでもなお改心する事無く、遥か未来にアキツの魂が転生する事が解っていた陽怒は45億年後に自身を目覚めさせる儀式をするようにと伝言を残し、三種の神器の一つ、ヒカリ玉の中で眠りについた。儀式によって目覚めた陽怒は肉体を失い、不完全な状態であったが、葵との取引で三種の神器の一つである「つるぎ（大納言）」を手に入れ、徐々に力を取り戻し睦月の身体を乗っ取って支配を広げていった。そして葵がアキツの生まれ変わりと気付き、不要な宇宙を全て抹消して自分達二人だけの世界に作り変える事を宣言。しかし葵がそれを拒否したために激昂し、宇宙を崩壊させようとするが葵の中のアキツが覚醒し、彼に諭された事で改心。葵の魂から分離したアキツと共に宇宙の崩壊を止めるべく外宇宙へと旅立っていった。銀河星王家の血族で性未分化の者は自身と同じ力を持つ事を知っており、自身が眠りにつく前にそれらを追放するように「しきたり」を作っていた。また、銀河星王家のメイルスーツ（機械人形）は陽怒の起こした過ちを戒めるためにその姿形を模した物になっている。

## スタッフ
- 監督 - 渡部高志
- シリーズ構成 - 志茂文彦
- ビジュアル/ストーリーコンセプト - きむらひでふみ
- キャラクターデザイン - 石神零番地
- メカニックデザイン - 板野一郎、川原智弘
- 美術監督 - 武藤正敏
- 色彩設定 - 鈴城るみ子
- 撮影監督 - 岡崎英夫
- 編集 - 瀬山武司
- 音楽 - 七瀬光
- 音響監督 - 鶴岡陽太（第1期）、田中一也（第2期）
- プロデューサー - 松本健（第1期）、伊藤善之（第1期・第2期）、大沢信博（第2期）
- アニメーション制作 - トライアングルスタッフ
- 制作プロデュース（第2期では制作と表記） - ジェンコ
- 製作 - （第1期）バンダイビジュアル、エアーズ、 サンライズ / （第2期）ミト2製作委員会、 XEBEC

## 主題歌

### 宇宙海賊ミトの大冒険
オープニングテーマ「HI! HO!」
作詞 - 谷口正明 / 作曲 - 千沢仁 / 編曲 - 七瀬光 / 歌 - aya
エンディングテーマ「家路」
作詞 - 谷口正明 / 作曲・編曲・歌 - 伊藤真澄

### 宇宙海賊ミトの大冒険 2人の女王様
オープニングテーマ「COSMIC LOVE」
作詞 - 谷口正明 / 作曲・編曲 - 七瀬光 / 歌 - aya with MITO CHOIR
エンディングテーマ「まあるい空」
作詞 - 谷口正明 / 作曲・編曲・歌 - 伊藤真澄
エンディングのアニメーションは第6話で変わる。

## 各話リスト
| 話数                             | サブタイトル          | 脚本                 | 絵コンテ             | 演出                 | 作画監督             | 放送日               |
| 宇宙海賊ミトの大冒険             | 宇宙海賊ミトの大冒険  | 宇宙海賊ミトの大冒険 | 宇宙海賊ミトの大冒険 | 宇宙海賊ミトの大冒険 | 宇宙海賊ミトの大冒険 | 宇宙海賊ミトの大冒険 |
| -------------------------------- | --------------------- | -------------------- | -------------------- | -------------------- | -------------------- | -------------------- |
| 1                                | あたしがミトよ!の巻   | 志茂文彦             | 渡部高志             | うえだしげる         | 近藤高光             | 1999年 1月5日        |
| 2                                | 母さんと呼んで!の巻   | 志茂文彦             | 渡部高志             | 岡嶋国敏             | 下坂英男             | 1月12日              |
| 3                                | サブとシン!の巻       | 志茂文彦             | 村田雅彦             | 村田雅彦             | 関口雅浩             | 1月19日              |
| 4                                | 大変な蛍祭り!の巻     | 志茂文彦             | 安田賢司             | 安田賢司             | 田中穣               | 1月26日              |
| 5                                | なれそめで頬染め?の巻 | 岡崎純子             | うえだしげる         | うえだしげる         | 近藤高光 安藤義信    | 2月2日               |
| 6                                | はぐれる恋心?の巻     | きむらひでふみ       | 熊谷雅晃             | 岡嶋国敏             | 下坂英男             | 2月9日               |
| 7                                | 招かれた災厄!の巻     | 岡崎純子             | 村田雅彦             | 村田雅彦             | 関口雅浩             | 2月16日              |
| 8                                | 破られた心!の巻       | 志茂文彦             | 安田賢司             | 安田賢司             | 田中穣               | 2月23日              |
| 9                                | 爛盤とミト!の巻       | きむらひでふみ       | うえだしげる         | うえだしげる         | 近藤高光 安藤義信    | 3月2日               |
| 10                               | 禍再び!の巻           | 岡崎純子             | 熊谷雅晃             | 岡嶋国敏             | 下坂英男             | 3月9日               |
| 11                               | 怖れと力!の巻         | 志茂文彦             | 村田雅彦             | 村田雅彦             | 関口雅浩             | 3月16日              |
| 12                               | 我が印籠!の巻         | 志茂文彦             | ミズシマセイヂ       | ミズシマセイヂ       | 富岡隆司 伊東伸高    | 3月29日              |
| 13                               | 略奪せよ。大団円!の巻 | 志茂文彦             | 渡部高志             | うえだしげる         | 近藤高光             | 3月30日              |
| 宇宙海賊ミトの大冒険 2人の女王様 |                       |                      |                      |                      |                      |                      |
| 1                                | 女王の目醒め!の巻     | 志茂文彦             | 渡部高志             | 村田雅彦             | 近藤高光             | 1999年 7月13日       |
| 2                                | 偽りの濃霧?の巻       | きむらひでふみ       | 渡部高志             | えんどうてつや       | 関口雅浩             | 7月20日              |
| 3                                | 睦月の想い!の巻       | 岡崎純子             | うえだしげる         | うえだしげる         | 安藤正浩             | 7月27日              |
| 4                                | 涙と花弁!の巻         | きむらひでふみ       | 安田賢司             | 安田賢司             | 田中穣               | 8月3日               |
| 5                                | 始まった宇宙戦争!の巻 | 志茂文彦             | 渡部高志             | 新田義方             | 金沢比呂司           | 8月10日              |
| 6                                | 苦悩と微笑!の巻       | 志茂文彦             | 村田雅彦             | 村田雅彦             | 関口雅浩             | 8月17日              |
| 7                                | 闘争と懸想?の巻       | 岡崎純子             | 栗本宏志 鈴木利正    | 岡嶋国敏             | 佐藤陵               | 8月24日              |
| 8                                | 独りの女王様!の巻     | きむらひでふみ       | うえだしげる         | うえだしげる         | 安藤正浩             | 8月31日              |
| 9                                | 降りかかる苦難!の巻   | 志茂文彦             | 安田賢司             | 安田賢司             | 田中穣               | 9月7日               |
| 10                               | みんなと、ミトと!の巻 | 岡崎純子             | 渡部高志             | 前島健一             | 小林ゆかり           | 9月14日              |
| 11                               | 最後の誓い!の巻       | きむらひでふみ       | 村田雅彦             | 村田雅彦             | 近藤高光             | 9月21日              |
| 12                               | 落命の運命!の巻       | きむらひでふみ       | 安田賢司             | 渕上真               | 関口雅浩             | 9月28日              |
| 13                               | 万感の別離!の巻       | 志茂文彦             | 渡部高志             | うえだしげる         | 安藤正浩             | 10月5日              |

## 放送局
テレビ東京では毎週火曜 1時15分 - 1時45分（月曜深夜）に放送、その他の局では遅れネット。ただし、『2人の女王様』最終回（1999年10月5日放送分）はテレビ東京でも1時間30分遅れの2時45分 - 3時15分に放送された。また、『2人の女王様』第1話のみAT-Xがテレビ東京の2週間先行ネットを行った。
★は『2人の女王様』もネットした局。
- テレビ東京★
- テレビ北海道
- テレビ愛知★
- テレビ大阪★
- テレビせとうち★
- TVQ九州放送★
- AT-X★
- キッズステーション★
- アニマックス★
- 秋田放送
- テレビ岩手
- 山形放送
- テレビユー福島

- 新潟放送（1999年7月16日から10月8日まで金曜 16:27 - 16:55にて放送[2]）
- 長野放送
- チューリップテレビ（1999年7月30日から10月29日まで金曜 16:27 - 16:55にて放送[3]）
- 石川テレビ放送（1999年7月9日から9月30日まで放送、初回は金曜 16:25 - 16:55、最終回時点で木曜 15:55 - 16:25にて放送[4]）
- テレビ静岡
- 岐阜放送★
- 三重テレビ放送★
- 奈良テレビ放送
- 南海放送
- 鹿児島テレビ放送
- 沖縄テレビ放送

| テレビ東京 火曜 1:15 - 1:45（月曜深夜）                      | テレビ東京 火曜 1:15 - 1:45（月曜深夜）                                                     | テレビ東京 火曜 1:15 - 1:45（月曜深夜）                      |
| 前番組                                                       | 番組名                                                                                      | 次番組                                                       |
| ------------------------------------------------------------ | ------------------------------------------------------------------------------------------- | ------------------------------------------------------------ |
| 聖ルミナス女学院 （1998年10月6日 - 12月29日）                | 宇宙海賊ミトの大冒険 （1999年1月5日 - 3月30日）                                             | 十兵衛ちゃん -ラブリー眼帯の秘密- （1999年4月6日 - 6月29日） |
| 十兵衛ちゃん -ラブリー眼帯の秘密- （1999年4月6日 - 6月29日） | 宇宙海賊ミトの大冒険 2人の女王様 （1999年7月13日 - 9月28日） ※最終回は火曜2:45 - 3:15で放送 | Live on TV 原石 （1999年10月5日 - 2000年6月27日）            |

## 関連商品

### ビデオ・DVD・LD
『ミトの大冒険』は2000年にバンダイビジュアルより、『宇宙海賊ミトの大冒険 DVDスペシャルボックス』として発売されている。『2人の女王様』も1999年にバンダイビジュアルよりDVD全7巻が発売されている。また両作ともに、主にレンタルビデオ店で流通されたVHS版が存在する。LD版も発売された。
2010年には、廉価版のDVD-BOXが『EMOTION the Best 宇宙海賊ミトの大冒険 DVD-BOX』『EMOTION the Best 宇宙海賊ミトの大冒険 2人の女王様 DVD-BOX』としてそれぞれ発売されている。

### 漫画
- 『宇宙海賊ミトの大冒険』

氏原大輔による漫画版。月刊ドラゴンジュニア（富士見書房、現在は休刊）に連載されていた。単行本全2巻（1999年・200年発売）で全14話、1巻がアニメ1期、2巻がアニメ2期に相当する。ただし内容はかなり省略され、実質的には漫画版オリジナルのストーリーとなっている（アニメ13話相当をそのまま月間連載7話に収めることは分量的にも不可能である）。
オリジナルキャラクターとして、銀河パトロールの隊長・オコサマ星人の「端綱（ハヅナ）」が登場する。最終話のエピローグには、ノベライズに登場した悪の科学者「ユシマ博士」が顔見せ程度に登場している。

### 小説
- 宇宙海賊ミトの大冒険 逆転宇宙の大怪人 - 『ミトの大冒険』・『2人の女王様』の間を埋める形で出版された小説。シリーズ構成・脚本の志茂文彦の執筆による公式外伝。（ソニー・マガジンズ文庫AXシリーズ、1999年発売)

### CD
- 宇宙海賊ミトの大冒険 オリジナルサウンドトラック
- CDシネマ 宇宙海賊ミトの大冒険「ざ・む〜び〜?」
- 宇宙海賊ミトの大冒険 2人の女王様 サウンドトラック
- 宇宙海賊ミトの大冒険・歌え! ミトの大冒険・ボーカル&バラエティアルバム
- 宇宙海賊ミトの大冒険「ミトよ永遠に!」 - ドラマCD。アニメと小説『逆転宇宙の大怪人』の続編の位置付けとなっており、この作品をもって本作は完結する。
- 宇宙海賊ミトの大冒険&宇宙海賊ミトの大冒険2人の女王様 デスクトップアクセサリー